# Phyllodonta angulosa
Phyllodonta angulosa là một loài bướm đêm trong họ Geometridae.